# مرغ باران ترینیداد
مرغ باران ترینیداد (نام علمی: Pterodroma arminjoniana) نام یک گونه از سرده مرغ باران خرمگسی است.